# 23324 Kwak
23324 Kwak là một tiểu hành tinh vành đai chính với chu kỳ quỹ đạo là 1521.4711273 ngày (4.17 năm).
Nó được phát hiện ngày 20 tháng 1 năm 2001.